# Under which Master, Or, The Story of the Long Strike at Coverdale: A Romance of Labor (powieść Williama Vicarsa Lawrance’a)
Under which Master, Or, The Story of the Long Strike at Coverdale: A Romance of Labor – powieść amerykańskiego prawnika, prozaika i poety Williama Vicarsa Lawrance’a, opublikowana w 1901 przez oficynę Abbey Press Publishers. Utwór opowiada o działalności tajnych związków zawodowych i strajku w zagłębiu węglowym.